# DDR-Meisterschaften im Eisschnelllaufen 1979
Die DDR-Meisterschaften im Eisschnelllaufen 1979 fanden auf den Einzelstrecken und im Sprint-Mehrkampf im Karl-Marx-Städtischen Eisstadion im Küchwald statt. Im Großen-Mehrkampf wurden in diesem Jahr keine Meister ermittelt. Sylvia Albrecht mit vier Titeln und Andreas Ehrig mit drei Titeln waren die erfolgreichsten Athleten bei den Meisterschaften.

## Meister
| Distanz          | Männer        | Verein            | Frauen              | Verein             |
| ---------------- | ------------- | ----------------- | ------------------- | ------------------ |
| 500 Meter        | Andreas Ehrig | TSC Berlin        | Sylvia Albrecht     | SC Dynamo Berlin   |
| 1.000 Meter0     | Ulf Mademann  | TSC Berlin        | Sylvia Albrecht     | SC Dynamo Berlin   |
| 1.500 Meter0     | Andreas Ehrig | TSC Berlin        | Sylvia Albrecht     | SC Dynamo Berlin   |
| 3.000 Meter0     |               |                   | Andrea Mitscherlich | SC Einheit Dresden |
| 5.000 Meter0     | Uwe Sauerteig | SC Turbine Erfurt |                     |                    |
| 10.000 Meter0    | Andreas Ehrig | TSC Berlin        |                     |                    |
|                  |               |                   |                     |                    |
| Sprint-Mehrkampf | Roland Vetter | SC Turbine Erfurt | Sylvia Albrecht     | SC Dynamo Berlin   |

## Einzelstrecken-Meisterschaften
Datum: 5. – 7. Januar 1979

### Männer

#### 500 Meter
| Pl. | Name              | Verein            | Zeit (s) |
| --- | ----------------- | ----------------- | -------- |
| 1   | Andreas Ehrig     | TSC Berlin        | 39,57    |
| 2   | Andreas Dietel    | SC Dynamo Berlin  | 39,69    |
| 3   | Ulf Mademann      | TSC Berlin        | 40,02    |
| 4   | Dieter Jander     | SC Turbine Erfurt | 40,25    |
| 5   | Harald Oehme      | TSC Berlin        | 40,30    |
| 6   | Matthias Weidhase | SC Turbine Erfurt | 40,54    |

#### 1.000 Meter
| Pl. | Name          | Verein            | Zeit (min) |
| --- | ------------- | ----------------- | ---------- |
| 1   | Ulf Mademann  | TSC Berlin        | 1:20,55    |
| 2   | Harald Oehme  | TSC Berlin        | 1:21,93    |
| 3   | Dieter Jander | SC Turbine Erfurt | 1:22,56    |

#### 1.500 Meter
| Pl. | Name             | Verein            | Zeit (min) |
| --- | ---------------- | ----------------- | ---------- |
| 1   | Andreas Ehrig    | TSC Berlin        | 2:03,41    |
| 2   | Ulf Mademann     | TSC Berlin        | 2:05,06    |
| 3   | Uwe Sauerteig    | SC Turbine Erfurt | 2:06,19    |
| 4   | Andreas Dietel   | SC Dynamo Berlin  | 2:06,35    |
| 5   | Klaus Wunderlich | TSC Berlin        | 2:06,38    |
| 6   | Michael Hannig   | TSC Berlin        | 2:08,38    |

#### 5.000 Meter
| Pl. | Name             | Verein             | Zeit (min) |
| --- | ---------------- | ------------------ | ---------- |
| 1   | Uwe Sauerteig    | SC Turbine Erfurt  | 7:31,41    |
| 2   | Andreas Ehrig    | TSC Berlin         | 7:33,92    |
| 3   | Jürgen Warnicke  | SC Dynamo Berlin   | 7:39,23    |
| 4   | Klaus Wunderlich | TSC Berlin         | 7:42,45    |
| 5   | Andreas Dietel   | SC Dynamo Berlin   | 7:43,22    |
| 6   | Andreas Fischer  | SC Einheit Dresden | 7:44,17    |

#### 10.000 Meter
| Pl. | Name            | Verein             | Zeit (min) |
| --- | --------------- | ------------------ | ---------- |
| 1   | Andreas Ehrig   | TSC Berlin         | 15:29,39   |
| 2   | Uwe Sauerteig   | SC Turbine Erfurt  | 15:30,57   |
| 3   | Jürgen Warnicke | SC Dynamo Berlin   | 15:42,56   |
| 4   | Andreas Dietel  | SC Dynamo Berlin   | 15:50,72   |
| 5   | Michael Hannig  | TSC Berlin         | 16:01,68   |
| 6   | Andreas Fischer | SC Einheit Dresden | 16:16,73   |

### Frauen

#### 500 Meter
| Pl. | Name              | Verein             | Zeit (s) |
| --- | ----------------- | ------------------ | -------- |
| 1   | Sylvia Albrecht   | SC Dynamo Berlin   | 43,61    |
| 2   | Sylvia Vierkotten | SC Einheit Dresden | 44,18    |
| 3   | Marion Dittmann   | SC Dynamo Berlin   | 44,49    |
| 4   | Andrea Martynus   | SC Einheit Dresden | 44,59    |
| 5   | Birgit Czak       | SC Einheit Dresden | 45,10    |
| 6   | Karin Enke        | SC Einheit Dresden | 45,14    |

#### 1.000 Meter
| Pl. | Name            | Verein             | Zeit (min) |
| --- | --------------- | ------------------ | ---------- |
| 1   | Sylvia Albrecht | SC Dynamo Berlin   | 1:29,64    |
| 2   | Marion Dittmann | SC Dynamo Berlin   | 1:30,09    |
| 3   | Beate Romstedt  | SC Turbine Erfurt  | 1:29,64    |
| 4   | Sabine Becker   | TSC Berlin         | 1:29,64    |
| 5   | Birgit Czak     | SC Einheit Dresden | 1:29,64    |
| 6   | Andrea Martynus | SC Einheit Dresden | 1:29,64    |

#### 1.500 Meter
| Pl. | Name                | Verein             | Zeit (min) |
| --- | ------------------- | ------------------ | ---------- |
| 1   | Sylvia Albrecht     | SC Dynamo Berlin   | 2:17,42    |
| 2   | Marion Dittmann     | SC Dynamo Berlin   | 2:17,60    |
| 3   | Sabine Becker       | TSC Berlin         | 2:19,51    |
| 4   | Birgit Czak         | SC Einheit Dresden | 2:19,56    |
| 5   | Beate Romstedt      | SC Turbine Erfurt  | 2:19,81    |
| 6   | Andrea Mitscherlich | SC Einheit Dresden | 2:19,95    |

#### 3.000 Meter
| Pl. | Name                | Verein             | Zeit (min) |
| --- | ------------------- | ------------------ | ---------- |
| 1   | Andrea Mitscherlich | SC Einheit Dresden | 4:50,36    |
| 2   | Sabine Becker       | TSC Berlin         | 4:52,18    |
| 3   | Birgit Czak         | SC Einheit Dresden | 4:53,54    |
| 4   | Sylvia Albrecht     | SC Dynamo Berlin   | 4:54,32    |
| 5   | Uta Heck            | SC Karl-Marx-Stadt | 4:55,98    |
| 6   | Beate Romstedt      | SC Turbine Erfurt  | 4:58,05    |

## Sprint-Mehrkampf-Meisterschaften
Datum: 10. – 11. Februar 1979

### Männer
| Pl. | Name              | Verein            | Punkte  |
| --- | ----------------- | ----------------- | ------- |
| 1   | Roland Vetter     | SC Turbine Erfurt | 160,680 |
| 2   | Steffen Doering   | TSC Berlin        | 161,430 |
| 3   | Ulf Mademann      | TSC Berlin        | 162,080 |
| 4   | Matthias Weidhase | SC Turbine Erfurt | 163,615 |
| 5   | Harald Oehme      | TSC Berlin        | 163,730 |
| 6   | Klaus Wunderlich  | TSC Berlin        | 164,025 |

### Frauen
| Pl. | Name                 | Verein             | Punkte  |
| --- | -------------------- | ------------------ | ------- |
| 1   | Sylvia Albrecht      | SC Dynamo Berlin   | 173,255 |
| 2   | Christa Rothenburger | SC Einheit Dresden | 175,918 |
| 3   | Cornelia Jacob       | TSC Berlin         | 178,180 |
| 4   | Petra Richter        | SC Karl-Marx-Stadt | 179,415 |
| 5   | Andrea Martynus      | SC Einheit Dresden | 179,655 |
| 6   | Marion Dittmann      | SC Dynamo Berlin   | 179,815 |

## Medaillenspiegel
| Platz | Verein | Verein             | Gold | Silber | Bronze | Total |
| ----- | ------ | ------------------ | ---- | ------ | ------ | ----- |
| 1     |        | TSC Berlin         | 4    | 5      | 4      | 13    |
| 2     |        | SC Dynamo Berlin   | 4    | 3      | 3      | 10    |
| 3     |        | SC Turbine Erfurt  | 2    | 1      | 3      | 06    |
| 4     |        | SC Einheit Dresden | 1    | 2      | 1      | 04    |
|       | Total  | Total              | 11   | 11     | 11     | 33    |